# 糸瀬山
糸瀬山（いとせやま）は、木曽山脈（中央アルプス）の宝剣岳から三沢岳を経て南西に派生した尾根上にある標高1,867 mの山。山体すべてが長野県に属する。

## 登山

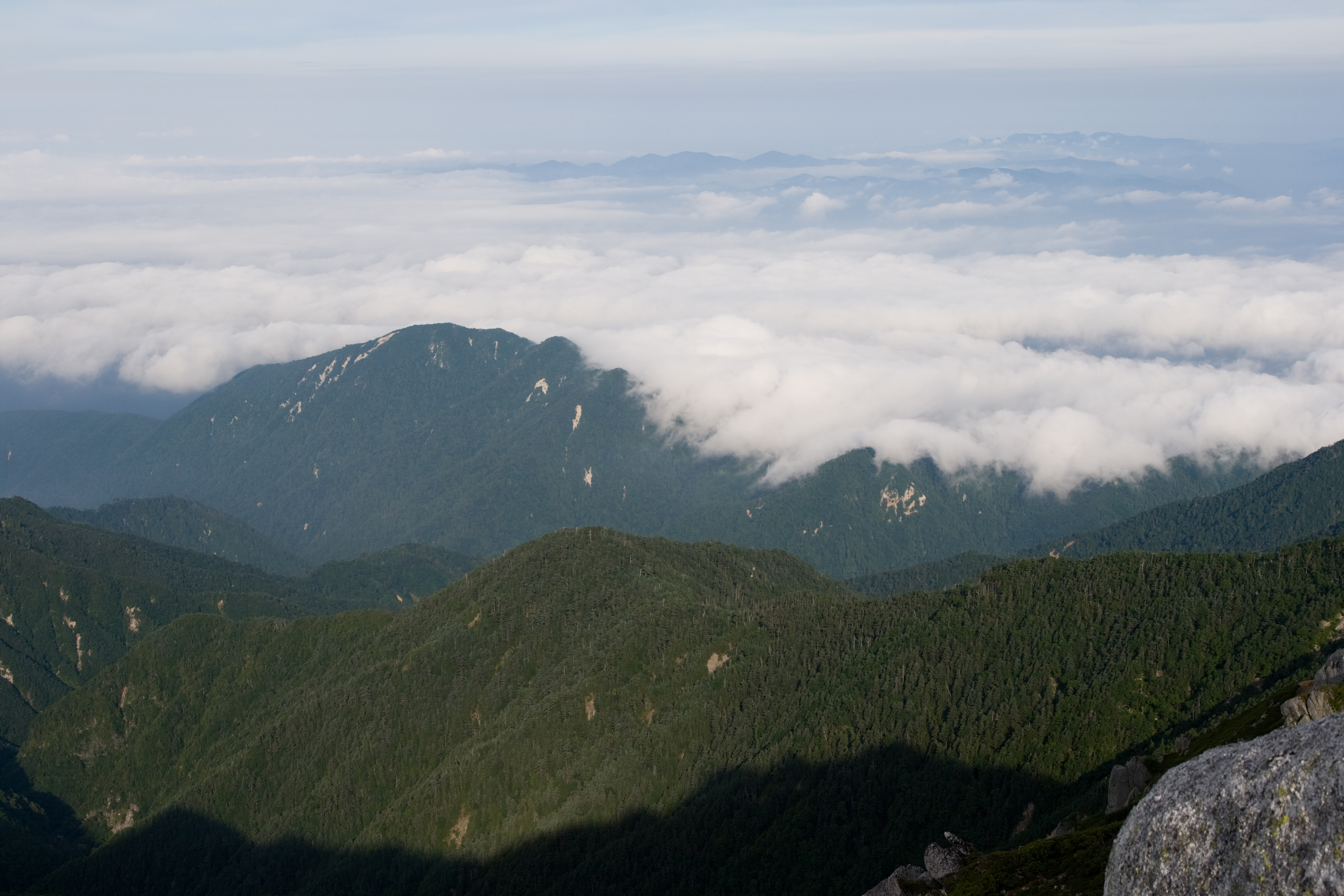
空木岳から見た雲海と糸瀬山

山頂一帯は樹木が多く展望は良くない。山頂部に二等三角点（点名が「須原」）が設置されている。山頂付近にのろし岩と呼ばれる花崗岩の大きな岩体があり、この上からは、木曽駒ヶ岳や空木岳・南駒ヶ岳・越百山といった中央アルプスの山々や、遠く御嶽山、乗鞍岳、穂高岳など北アルプスの山々も一望できる。岩の上へ登るための梯子と鎖が架けられているが、かなり危険を伴い、熟練した技術が必要である。なお、山頂手前にある青ナギの大ガレの地点からは、空木岳から越百山にかけての山岳展望が開けている。
東海地方などからの日帰り登山として人気も高い。里山登山愛好者の間では、南木曽岳・風越山・糸瀬山の3山を木曽三山と呼んでいる。

### 登山道
大桑村から尾根伝いに登山道がある。地元住民により整備され、標識も多く設置されている。

## 周辺の山
- 空木岳 (2,864m)
- 南駒ヶ岳 (2,841m)
- 越百山 (2,613m)